# روبرت رامزي (لاعب كريكت)
روبرت رامزي (20 ديسمبر 1861 في المملكة المتحدة - 25 يونيو 1957 في المملكة المتحدة) (بالإنجليزية: Robert Ramsay)‏ هو لاعب كريكت بريطاني وبريطاني وأسترالي (وحمل سابقاً جنسية المملكة المتحدة لبريطانيا العظمى وأيرلندا). لعب مع نادي مقاطعة سومرست للكريكت ‏ ونادي جامعة كامبريدج للكريكيت ‏.

## وصلات خارجية
- روبرت رامزي على موقع إي آس بي آن كريك إنفو (الإنجليزية)